# Академия военных наук НОАК
Академия военных наук Народно-освободительной армии Китая (кит. 中国人民解放军军事科学院) — военный университет Китайской Народной Республики, находящийся под управлением Народно-освободительной армии Китая и государственного Центрального военного совета КНР. Президент — генерал-лейтенант Ян Сюэцзюнь (с июня 2017 года), главный политический комиссар — генерал-лейтенант Фань Сян.

## История
С 1955 года руководители Центрального военного совета КНР неоднократно встречались для обсуждения вопроса о создании специализированных военных научно-исследовательских учреждений. В сентябре 1956 года Е Цзяньин предложил Центральному военному совету КНР и Мао Цзэдуну создать военную академию, что было одобрено, и 3 декабря 1956 года было объявлено о создании Подготовительного комитета: президентом академии должен был стать Е Цзяньин, его заместителями — Хуан Кэчэн и Чжань Цзунсюнь, а академиками — Пэн Шаохуэй, Гань Сицзи, Хун Сюэчжи и Юй Цюли. Решение об учреждении Академии военных наук НОАК на базе Отделения военной науки и техники Учебного отдела НОАК подписано 22 апреля 1957 года Центральным военным советом КНР. 20 мая 1957 года Подготовительный комитет Академии военных наук сообщил Центральному военному совету о включении в состав академии Учебного отдела НОАК, военно-научного и технологического отдела, отдела исследований военного опыта Генерального штаба НОАК и Библиотеку при Отделе подготовки НОАК. В июле 1957 года Центральный военный совет утвердил структуру Академии в виде трёх факультетов (военного обучения, военной истории, военной техники), а также множества административных должностей и отделений (общий штат 316 человек). 24 октября 1957 года Министерство национальной обороны КНР подписало приказ об учреждении Академии военных наук НОАК, а в ноябре того же года отделение военной подготовки и технологии Учебного отдела НОАК вышло из состава отдела и стало базисом для создания собственно Академии. Организационные положения Академии военных наук подтверждены 25 января 1958 года постановлением Министерства национальной обороны КНР, а сама академия стала подчиняться Центральному военному совету КНР и Министерству национальной обороны.
15 марта 1958 года в Пекине была официально открыта Академия военных наук НОАК. Её руководителем и политическим комиссаром был назначен Е Цзяньин. В начале существования Центральный военный совет наделил Академию функциями руководства исследованиями в военном деле по всей стране. С 12 по 28 января 1959 года в Пекине состоялась первая конференция по исследованиям в военном деле, решение о проведении которой подписал Центральный военный совет КНР. В конференции участвовали министр обороны КНР Пэн Дэхуай и начальник Генерального штаба НОАК Хуан Кэчэн. Последующие шесть конференций прошли в 1961, 1991, 1996, 2001, 2006 и 2011 годах соответственно. В 1986 и 1989 годах был принят документ, обновивший задачи Академии военных наук — теперь это было военное научно-исследовательское учреждение, подчинявшееся Центральному военному совету, который координировал все научно-исследовательские работы в военном деле, помогал военному совету и штабу в развитии национальной обороны и вооружённых сил. С 2003 года задачами служат планирование и координация военных исследований в армии.
Подбором команды первых руководителей занимался лично Мао Цзэдун, который приказал «собрать группу товарищей с богатым опытом работы и воинской службы и создать военный исследовательский университет». 15 марта 1978 года к 20-летию со дня открытия Академии военных наук НОАК Дэн Сяопин призвал «унаследовать военную мысль Мао Цзэдуна, изучать народную войну в современных условиях и развивать военную науку Китая». В мае 1983 года по инициативе Дэна Сяопина Академией стала готовиться к изданию Китайская военная энциклопедия. В 1985 году Сяопином была написана книга «Военная антология Мао Цзэдуна», редакторами и издателями которой выступили Академия военных наук НОАК и Центральный исследовательский комитет КПК. 12 февраля 1988 года, в канун 30-летия Академии военных наук её посетил Дэн Сяопин. Четыре раза её посещал Цзян Цзэминь, организовав встречи с Постоянной комиссией Партийного комитета Академии военных наук, Конференцией по расширению партийного комитета и Партийным съездом, участвовал в четырёх научно-исследовательских мероприятиях. 22 мая 1990 года он обратился к Академии с призывом «отстаивать марксизм-ленинизм и убеждения Мао Цзэдуна, развивать военную науку пролетариата, служить строительству национальной обороны и помогать в грядущих неагрессивных войнах». В январе 1991 года он основал Общество военных наук Китая и опубликовал в журналах Академии «Военная академия» и «Оборона» статьи с призывом «руководствоваться марксизмом-ленинизмом и маоизмом и стремиться развивать военную науку с китайской точки зрения». Три раза Академию посещал Ху Цзиньтао, издавший пять распоряжений по результатам визита. 21 марта 2008 года Академия отметила 50 лет, на мероприятиях присутствовали Генеральный секретарь ЦК КПК, председатель Государственного совета КНР и председатель Центрального военного совета КНР Ху Цзиньтао, члены Политбюро ЦК КПК, заместители председателя Центрального военного совета КНР Го Босюн и Сюй Цайхоу. Со времени XVIII съезда КПК Си Цзиньпин неоднократно издавал распоряжения по результатам инспекции Академии военных наук。
19 июля 2017 года в пекинском Доме 1 августа состоялось первое заседание с участием представителей Академии военных наук, Университета национальной обороны, Оборонного научно-технического университета НОАК и руководителей иных военных академий, научно-исследовательских учреждений и учебных заведений Китая в присутствии Генерального секретаря ЦК КПК и Председателя Государственного совета КНР. Си Цзиньпин как председатель Центрального военного совета КНР выступил с речами в адрес Академии военных наук, Университета национальной обороны и Оборонного научно-технического университета НОАК, отметив, что Академия военных наук НОАК является передовой силой всех военных научных исследований Китая, и призвав приспосабливаться к современным требованиям системы военных исследований, осуществлять интеграцию современной военной теории и военных технологий, вводить новшества в организационную модель военных исследований, содействовать совместным инновациям и стремиться к созданию научно-исследовательского института мирового уровня. Туда была переведена Академия военных наук, ранее находившаяся в Чжэндянском военном округе. 22 июля 2017 года состоялась церемония в зале Сянхунци, где были приведены к присяге сотрудники академии, а политический комиссар зачитал приказы Центрального военного совета о президенте Академии, политическом комиссаре и восьми руководителям исследовательских отделов.

## Структура
Структура Академии военных наук после её образования в 1958 году неоднократно менялась. В первой половине 1966 года в состав Академии входили:
- Управление Академии военных наук
- Отдел политической подготовки
- Отдел по связям с общественностью
- Отдел исследований теории военных действий
- Отдел исследований тактики
- Отдел исследований военной истории
- Отдел исследований зарубежного военного дела

В составе Академии были четыре научно-исследовательских отдела, а также отделение визуального обучения и исследований военных технологий с более чем 500 сотрудниками. Научно-исследовательская работа временно прекратилась после начала Культурной революции в КНР: в ноябре 1969 года отделение визуального обучения было расформировано, а три четверти сотрудников госпиталя при Академии были уволены. В сентябре 1972 года в каждом исследовательском отделе появились исследовательские бюро с секретариатом, управлением, отделом данных, отделом здравоохранения, политотделом и собственными изданиями. После третьего пленарного заседания при XI съезде КПК работа возобновилась в полном объёме, число сотрудников госпиталя превысило 1000 человек. В новой Академии присутствовали следующие отделы (в том числе научно-исследовательские):
- Отдел планирования и руководства (организации)
- Отдел политподготовки
- Образовательный отдел
- Отдел исследований стратегии
- Отдел исследований тактики в ходе кампаний
- Отдел исследований военной системы
- Отдел исследований военной истории
- Военно-энциклопедический отдел
- Отдел исследований зарубежного военного дела
- Отдел исследований в области военно-политической работы
- Отдел исследований военного мышления Мао Цзэдуна
- Отдел анализа военных операций

Помимо этого, в университете издавались научные журналы, присутствовала библиотека и другие подразделения. Во второй половине 1978 года в Академии военных наук был создан Военно-исследовательский отдел, в 1985 году произошли очередные перестановки. С 1993 года в составе Академии военных наук НОАК были:
- Отдел научных исследований
- Отдел политической подготовки
- Отдел по связям с общественностью и исследованиями
- Отдел исследований стратегии
- Отдел исследований военной тактики
- Отдел исследований военной системы
- Отдел исследований военной истории
- Военно-энциклопедический отдел
- Отдел исследований зарубежного военного дела
- Отдел исследований военного мышления Мао Цзэдуна
- Отдел анализа военных операций

Также, помимо исследовательских отделов, в Академии издавались научные журналы и газеты, была военная библиотека и другие подразделения. В ноябре 2003 года в ходе перевооружения из состава Военной академии наук были выведены многие подразделения, а также появились новые:
- Бюро исследований в области информационных войн
- Институт военно-исторической науки
- Институт военной мысли
- Центр исследований Тайваньского пролива

4 января 2013 года состоялось первое заседание Отдела исследований военной истории и энциклопедии, который стал одним из пяти научно-исследовательских отделов при Академии военных наук НОАК. До 2017 года в Академии военных наук числились следующие отделы:
- Отдел научных исследований
- Отдел политической подготовки
- Отдел по связям с общественностью
- Отдел теории войны и стратегических исследований
- Отдел теории войны и исследований порядка
- Отдел военной истории и военной энциклопедии[13]
- Отдел исследований зарубежного военного дела
- Отдел исследований военного строительства[14].

С 2017 года структура выглядит следующим образом:
Научно-исследовательский институт
- Военная академия
- Институт военно-политической подготовки
- Научно-исследовательский институт военного права
- Научно-исследовательский институт системотехники
- Научно-технический институт национальной обороны
- Военно-медицинский научно-исследовательский институт
- Институт химических исследований
- Научно-исследовательский институт техники национальной обороны

Аспирантура
- Аспирантура Академии военных наук[15]

Исследовательский центр
- Центр оценки и исследований
- Информационно-исследовательский центр военной науки

## Президенты
- Маршал Е Цзяньин (ноябрь 1957 — октябрь 1972)[4]
- Генерал Сун Шилунь (октябрь 1972 — ноябрь 1985)[4]
- Генерал-лейтенант Чжэн Вэньхань[кит.] (ноябрь 1985 — апрель 1990)[4]
- Генерал-лейтенант Цзян Шуньсюэ[кит.] (апрель 1990 — октябрь 1992)[4]
- Генерал Чжао Наньци[англ.] (октябрь 1992 — июль 1995)[4]
- Генерал Сюй Хуэйцзи[кит.] (июль 1995 — ноябрь 1997)[4]
- Генерал Лю Цзинсун[кит.] (ноябрь 1997 — январь 1999)[4]
- Генерал Ван Цзусунь[кит.] (январь 1999 — июль 2001)[4]
- Генерал-лейтенант Гэ Чжэньфэн[англ.] (июль 2001 — ноябрь 2002)[4]
- Адмирал Чжан Динфа (ноябрь 2002 — июнь 2003)[4]
- Генерал ВВС Чжэн Шэнься[кит.] (июль 2003 — сентябрь 2007)[4]
- Генерал-лейтенант ВВС НОАК Лю Чэнцзюнь (сентябрь 2007 — декабрь 2014)[4]
- Генерал-лейтенант Гао Цзинь (декабрь 2014 — декабрь 2015)
- Генерал Цай Интин[англ.] (февраль 2016 — январь 2017)
- Генерал-лейтенант Чжэн Хэ[кит.] (январь — июнь 2017)
- Генерал-лейтенант Ян Сюэцзюнь[кит.] (с июня 2017)[16]